# Eleição municipal de Cotia em 2012
A eleição municipal de Cotia em 2012 aconteceu em 7 de outubro de 2012 para eleger um prefeito, um vice-prefeito e 13 vereadores no município de Cotia, no Estado de São Paulo, no Brasil. O prefeito eleito foi Carlão Camargo, do PSDB, com 71,7% dos votos válidos, sendo vitorioso logo no primeiro turno em disputa com dois adversários, Toninho Kalunga (PT) e Santo Siqueira (PSOL). O vice-prefeito eleito, na chapa de Carlão Camargo, foi Moisezinho (PSD)..
O pleito em Cotia foi parte das eleições municipais nas unidades federativas do Brasil. Cotia foi um dos 702 municípios vencidos pelo PSDB; no Brasil, há 5.570 cidades.
A disputa para as 13 vagas na Câmara Municipal de Cotia envolveu a participação de 193 candidatos. O candidato mais bem votado foi Rogério Franco, que obteve 5.767 votos (5,39% dos votos válidos).

## Antecedentes
Na eleição municipal de 2008, Carlão Camargo, do PSDB, derrotou o candidato do PTB Tagarela no primeiro turno. O candidato do PSDB foi eleito com 55,77% dos votos válidos, em 2008. Antes de vencer a eleição para prefeito, Carlão foi deputado estadual, secretário e vereador de Cotia.
Anteriormente, quem detinha o poder em 2004 era o partido (PSDB), com o prefeito eleito Joaquim Horacio Pedroso Neto, na época eleito com 35.151 votos computados com quase 40% dos votos totais, ganhando dos concorrentes Jose Caboclo Neto (PTB) e Santos dos Reis Siqueira (PT)

## Eleitorado

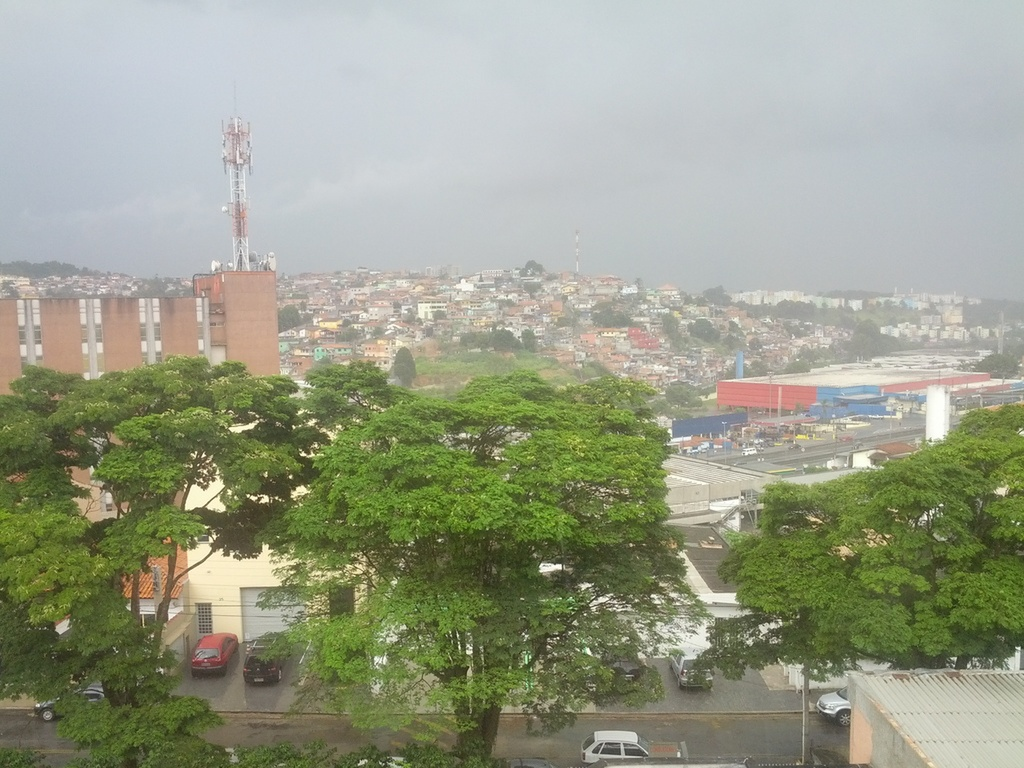
Vista da Região central do Município de Cotia, em 2014

Na eleição de 2012, estiveram aptos a votar 120.813 cotianos, o que correspondia a 85,7% da população da cidade.
Desse eleitorado, se destinaram ao prefeito eleito Carlão Camargo(PSDB), 72.302 votos - 51,09%. Já para os adversários, Toninho Kalunga e Santo Siqueira foram 21.459 votos(15,16%) e 7.077 votos(5,00%), respectivamente.

## Candidatos
Foram três candidatos à prefeitura em 2012: Carlão Camargo do PSDB, Toninho Kalunga do PT e Santo Siqueira do PSOL.
Já os candidatos eleitos para vereador foram: Rogério Franco(PMDB), Fernando Jão(PSDB), Arildo(PDT), Paulinho Lenha(PSD), Marcos Nena(PPS), Almir Rodrigues(DEM), Sérgio Folha(PP), Luis Gustavo Napolitano (PSDB), Lino de Saúde(PSL), Alcides(PRB), TIM(PMN), Beto Rodoalho(PMN) e Dr. Castor(PC do B).

|  | Candidato(a)    | Vice                 | Partido | Coligação |
|  | --------------- | -------------------- | ------- | --- |
|  | Carlão Camargo  | Moisezinho           | PSDB    | "Cotia no Caminho Certo" (PRB / PP / PDT / PTB / PMDB / PSL / PTN / PSC / PR / PPS / DEM / PSDC / PRTB / PHS / PMN / PSB / PV) |
|  | Toninho Kalunga | Dr. José de Oliveira | PT      | "Mudança de verdade" (PT - PTC)                                                                                                |
|  | Santo Siqueira  | Professora Dalva     | PSOL    | "PSOL" |

## Campanha
As principais críticas que o prefeito Carlão Camargo, em busca da reeleição, enfrentou durante a campanha disseram respeito à escassez de investimento público, à falta de estrutura nos transportes, segurança e meio ambiente, devido a especulação imobiliária ter atraído uma grande quantidade de pessoas sem ter preparado a cidade para recebê-las, a superlotação e falta de estrutura em escolas e a desorganização na saúde no município, onde o secretário de Saúde foi trocado 7 vezes.
Dentre as propostas de campanha de Carlão, estiveram: Em relação ao meio ambiente, a implantação de parques lineares para proteger o Rio Cotia; Para infraestrutura urbana, a implantação de grande sistema ferroviário, uma espécie de rodoanel ferroviário interligado com as linhas da CPTM e do metrô e a entrada em operação das linhas municipais de ônibus,  microônibus e vans, abrangendo todo o território do município; Na saúde, a implantação do acolhimento com classificação de risco nos Pronto-Atendimentos e a construção de um Centro Clínico Pediátrico, com todas as especialidades dedicadas à criança; No quesito segurança, o aumento de 426 para 550 guardas e ampliação do sistema de videomonitoramento, com novas câmeras nas regiões centrais e divisas com outros municípios, além do aumento das Rondas Ostensivas Municipais (ROMU), que passará de cinco para 15 viaturas, com um número maior de guardas nas operações.

## Resultados

### Prefeito
No dia 7 de outubro, Carlão Camargo foi reeleito com 71,70% dos votos válidos.
| Candidato(a)           | Vice                      | 1º Turno 7 de outubro de 2012 | 1º Turno 7 de outubro de 2012 |
| Candidato(a)           | Vice                      | Votação                       | Votação                       |
|                        |                           | Total                         | Porcentagem                   |
| ---------------------- | ------------------------- | ----------------------------- | ----------------------------- |
| Carlão Camargo (PSDB)  | Moisezinho (PSD)          | 72.302                        | 71,70%                        |
| Toninho Kalunga (PT)   | Dr. José de Oliveira (PT) | 21.459                        | 21,28%                        |
| Santo Siqueira (PSOL)  | Professora Dalva (PSOL)   | 7.077                         | 7,02%                         |
| Total de votos válidos | Total de votos válidos    | 100.838                       | 83,47%                        |
| Votos em branco        | Votos em branco           | 9.356                         | 7,74%                         |
| Votos nulos            | Votos nulos               | 10.619                        | 8,79%                         |
| Total                  | Total                     | 120.813                       | 100%                          |
| Abstenções             | Abstenções                | 20.715                        | 14,64%                        |
| Votos apurados         | Votos apurados            | 120.813                       | 100%                          |
| Total de eleitores     | Total de eleitores        | 141.528                       | 100%                          |

### Vereador
Dos treze (13) vereadores eleitos, oito (8) vereadores foram reeleitos; não houve nenhuma mulher eleita em 2012.  O vereador mais votado foi Rogério Franco (PMDB), que teve 5.767 votos. O PSDB e o PMN são os partidos com o maior número de vereadores eleitos (2), todos os outros PMDB, PDT, PSD, DEM, PP, PPS, PSL, PRB e PC do B com um cada.
| Resultado da eleição para a Câmara Municipal de Cotia em 2012 por candidato | Resultado da eleição para a Câmara Municipal de Cotia em 2012 por candidato | Resultado da eleição para a Câmara Municipal de Cotia em 2012 por candidato | Resultado da eleição para a Câmara Municipal de Cotia em 2012 por candidato | Resultado da eleição para a Câmara Municipal de Cotia em 2012 por candidato | Resultado da eleição para a Câmara Municipal de Cotia em 2012 por candidato |
| Candidato                                                                   | Número                                                                      | Partido                                                                     | Votos                                                                       | Porcentagem                                                                 |                                                                             |
| --------------------------------------------------------------------------- | --------------------------------------------------------------------------- | --------------------------------------------------------------------------- | --------------------------------------------------------------------------- | --------------------------------------------------------------------------- | --------------------------------------------------------------------------- |
| Rogério Franco                                                              | 15123                                                                       | PMDB                                                                        | 5.767                                                                       | 5,39%                                                                       |                                                                             |
| Fernando Jão                                                                | 45555                                                                       | PSDB                                                                        | 5.120                                                                       | 4,79%                                                                       |                                                                             |
| Arildo                                                                      | 12345                                                                       | PDT                                                                         | 4.428                                                                       | 4,14%                                                                       |                                                                             |
| Paulinho Lenha                                                              | 55888                                                                       | PSD                                                                         | 3.802                                                                       | 3,55%                                                                       |                                                                             |
| Almir Rodrigues                                                             | 25123                                                                       | DEM                                                                         | 3.496                                                                       | 3,27%                                                                       |                                                                             |
| Sérgio Folha                                                                | 11611                                                                       | PP                                                                          | 2.911                                                                       | 2,72%                                                                       |                                                                             |
| Luis Gustavo Napolitano                                                     | 45123                                                                       | PSDB                                                                        | 2.896                                                                       | 2,71%                                                                       |                                                                             |
| Marcos Nena                                                                 | 23600                                                                       | PPS                                                                         | 2.545                                                                       | 2,38%                                                                       |                                                                             |
| Lino da Saúde                                                               | 17333                                                                       | PSL                                                                         | 2.284                                                                       | 2,13%                                                                       |                                                                             |
| Alcides(Esquisito)                                                          | 10644                                                                       | PRB                                                                         | 2.282                                                                       | 2,13%                                                                       |                                                                             |
| Tim                                                                         | 33888                                                                       | PMN                                                                         | 2.273                                                                       | 2,12%                                                                       |                                                                             |
| Beto Rodovalho                                                              | 33133                                                                       | PMN                                                                         | 1.854                                                                       | 1,73%                                                                       |                                                                             |
| Dr. Castor                                                                  | 65123                                                                       | PC do B                                                                     | 1.513                                                                       | 1,41%                                                                       |                                                                             |

| Votos válidos   | Votos válidos   | 106.983 | 88,55% |
| Votos nulos     | Votos nulos     | 7.401   | 6,13%  |
| Votos em branco | Votos em branco | 6.429   | 5,32%  |
| Total           | Total           | 120.813 | 100%   |
| --------------- | --------------- | ------- | ------ |

## Análises
A vitória com folga de Carlão Camargo para a prefeitura logo no primeiro turno consagrou a vitória da Coligação Cotia no Caminho Certo, a maior aliança política da história da cidade formada pelos partidos PSDB, DEM, PC do B, PDT, PHS, PMDB, PMN, PP, PPL, PPS, PR, PRB, PRTB, PSB, PSC, PSD, PSL, PSDC, PTB, PT do B, PTN, PTC. 
Em entrevista ao site Portal Viva, Carlão Camargo declarou: "O resultado desta eleição aumenta nossa responsabilidade com a cidade de Cotia. Tenham certeza que vou honrar o voto de confiança de cada eleitor e trabalharei ainda mais para fazer de Cotia uma cidade cada dia melhor".
Carlão Camargo e o vice-prefeito Moisezinho foram empossados em 1o de janeiro de 2013 para o segundo mandato consecutivo.